# 4249 Kremze
4249 Kremze је астероид главног астероидног појаса са средњом удаљеношћу од Сунца која износи 2,971 астрономских јединица (АЈ).
Апсолутна магнитуда астероида је 12,0.